# فرحان سلام
فرحان سلام (1914-1999) شاعر وثائر فلسطيني وُلد في قرية المجيدل قرب الناصرة في فلسطين المحتلة. لعب دورًا مهمًا في الثورة الفلسطينية ضد الانتداب البريطاني والاستيطان الصهيوني.  تلقى فرحان تعليمه في مدرسة الراهبات في القرية، في العام 1932 عمل في سلك الشرطة الفلسطينية وتوفي الشاعر فرحان سلام في شهر كانون الأول من عام 1999 في إمارة أبو ظبي ودفن فيها (بعض المصادر تقول توفي في دمشق).
عند نشوب الثورة الفلسطينية عام 1936، كان أحد المشاركين فيها بشعره وجسده، لذا أطلق عليه الشعب الفلسطيني لقب “ثائر وشاعر”. خلال الفترة (1940-1944) نفاه الاحتلال الاسرائيلي إلى الأردن بسبب قصائده الشعبية التي مجدت الثوار والثورة، كما كان لعلاقاته مع بعض الشخصيات الوطنية دورا في نفيه في ذلك الحين. بعد انتهاء فترة نفيه في الأردن عاد إلى البلاد وبقي فيها حتى عام 1948. التجأ بعد النكبة إلى سوريا وبقي هناك فترة طويلة من الزمن وتنقل بين السعودية والامارات العربية المتحدة. 
اشتهر فرحان بالشعر السياسي وإحيائه للأعراس في الجليل خاصة، تميزت أشعار فرحان سلام بالتنديد بالحركة الصهيونية والدعوة الى دحر الاستعمار البريطاني، فذاع صيته كشاعر وثائر، لأن أشعاره تركت أثرا واسعا في النفسية والعقلية الشعبية الفلسطينية وحضوراً واسعاً في مجمل أرجاء فلسطين. من قصائد الشاعر فرحان سلام التي اشتهرت وتتردد على ألسنة الشعب الفلسطيني قصيدة “مرثاة فلسطين” هاجم فيها وعد بلفور المشئوم وتحيز الغرب.

### شعره في رفض الطائفية
نادي باسم الإله الواحد الديان
من ذكر هذا الاسم فروا الشياطينا
بمهد عيسى وإسرا النبي العدنان
من ظلمك يا غرب فجرت براكينا

### شعره في وعد بلفور
إن كان بلفور يجهل قيمة الأوطان
احنا بأرواحنا نفدي أراضينا

### شعره في الحياة الاجتماعية
من القصائد الاجتماعية التي قالها الشاعر في إحدى الأعراس الفلسطينية في قرية الشجرة قضاء طبريا قبل عام 1948:
حاسب نفسك وانهيها – ع كيفها لا تعطيها
عزة نفسك بين الناس – تسوى الدنيا وما فيها
وقال في مقطع آخر:
إن كنت بخيل ونمام – حياتك كبها وارميها
وإن كنت صاحب زمام – أعمالك بتلاقيها

### شعره في تنديد بوادر التخاذل العربي
أصبح الزجالون ينددون ببوادر تخاذل الحكام العرب في الأعراس عندما شعر الشعب الفلسطيني بذلك، ومثال ذلك قصيدة للشاعر فرحان سلام حملت عنوان “اصحى يا شعب وفيق وتذكر ايام الضيق”، وقد القيت هذه القصيدة أمام مجلس الجامعة العربية عندما كان عبد الرحمن عزام باشا أمينا عاما لها.
وقال فيها:
يا خائنين الوطن يا أيها الفجار – هل غاب عنكم ماذا في فلسطينا
وجاء فيها أيضا:
لو بالكلام يصح هالمسقوم – كان الجمل ما يلزمو قطران
كان الألم ما يلزمو دكتور – يبرز لهذا العالم المعمور
والبنسلين اللي غدا مشهور – لولاه شو بتألم الإنسان
من هيك بدها فلسطين علاج – من بنسلين العرب هالوهاج